# Vladimir Volkoff

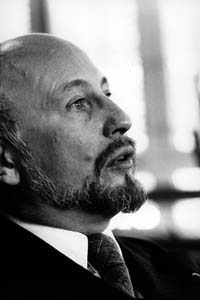
Vladimir Volkoff (Foto: Erling Mandelmann)

Vladimir Volkoff (* 7. November 1932 in Paris; † 14. September 2005 in Bourdeilles) war ein französischer Schriftsteller und Autor von Spionageromanen, Science-Fiction und historischen Büchern. Unter dem Pseudonym „Leutnant X“ (französisch Lieutenant X) verfasste er die Jugendbuchserie Geheimagent Lennet (französisch Langelot).

## Leben
Vladimir Volkoff wurde 1932 als Sohn russischer Emigranten in Paris geboren. Er studierte an der Pariser Sorbonne Philosophie und wurde an der Universität Liège in Geschichte promoviert.
Ab 1957 arbeitete er während des Algerienkrieges für den französischen Militärgeheimdienst, startete aber nach dem Ausscheiden aus dem Dienst 1962 seine Karriere als Spionageautor, teilweise unter seinem Pseudonym Lavr Divomlikoff.
Der Roman „Le Retournement“ (The Reversal) war 1979 sein internationaler Durchbruch.
Vladimir Volkoff  schrieb aber auch historische und zeitgenössische Bücher. Beachtet wurden seine Biografien über den Kiewer Großfürsten Wladimir I. und den Komponisten Tschaikowski. Volkoffs Großtante war eine Cousine Tschaikowskis. Charles Dickens’ „The Pickwick Papers“ übersetzte er ins Französische. Für ein Buch über die Fremdenlegion arbeitete er mit Jane Atwood und Anne de Boismilon zusammen.
Volkoff starb in seinem Ferienhaus im Périgord.

## Wichtige Werke
- L'Agent triple („The Triple Agent“)
- Le Retournement („The Reversal“/„Die Umkehr“)
- Le Montage („The Arrangement“/„Die Absprache“)
- L'interrogatoire („Das Verhör“)